# Schimon Stein

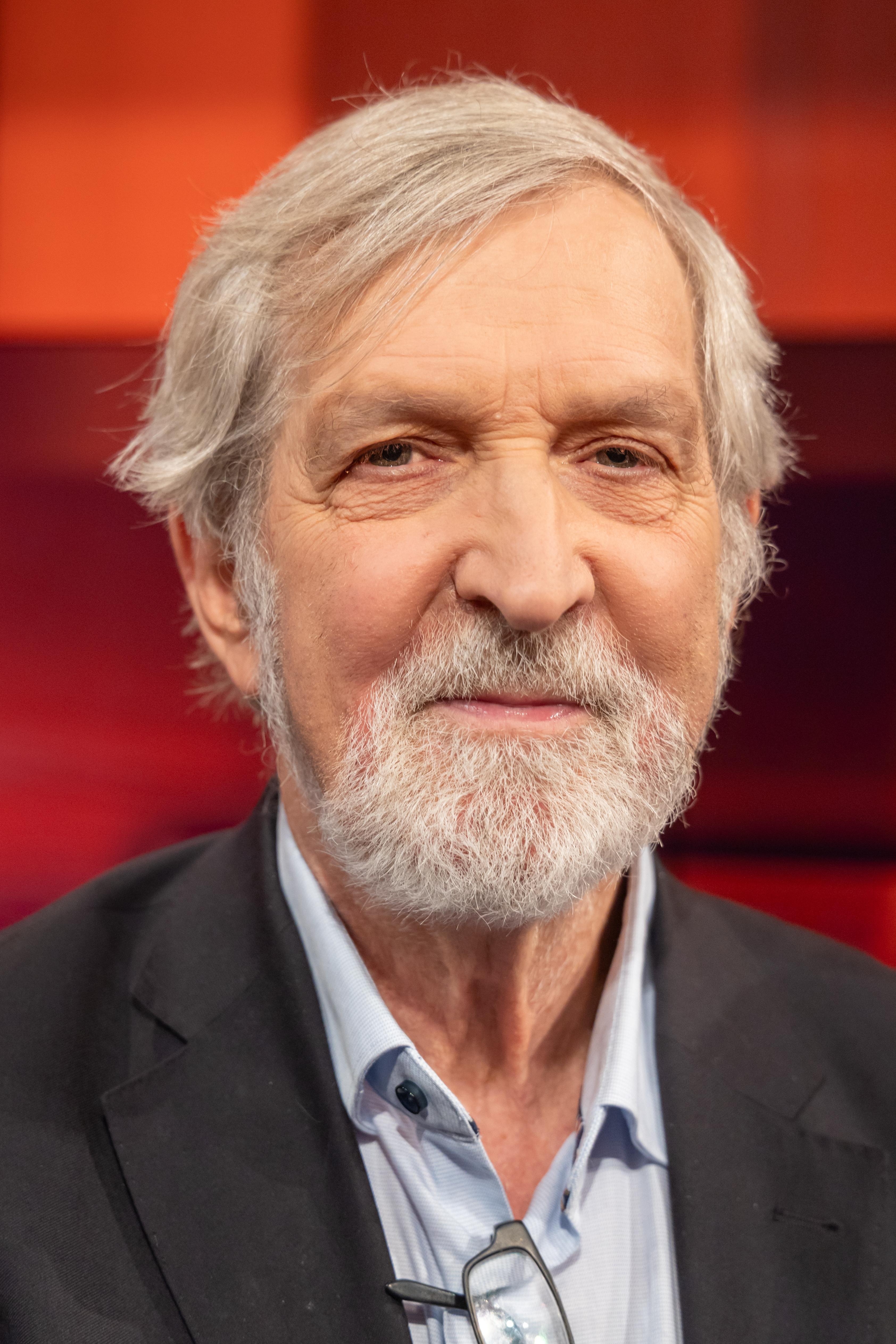
Shimon Stein (2023)

Schimon Stein (hebräisch שמעון שטיין; * 9. März 1948 in Chadera, Völkerbundsmandat für Palästina) ist ein ehemaliger israelischer Diplomat. Vom Januar 2001 bis zum Herbst 2007 war Stein Botschafter Israels in der Bundesrepublik Deutschland.

## Leben und Karriere
Stein studierte Moderne Geschichte (B.A. und M.A.) an der Hebräischen Universität Jerusalem. Während seines Militärdiensts fand 1967 der Sechstagekrieg statt, an dem er als Fallschirmjäger teilnahm.
1974 trat Stein in den diplomatischen Dienst ein, zunächst von 1974 bis 1980 als Leitender Analytiker am Zentrum für Politikforschung des israelischen Außenministeriums. 1979 war er Trainee bei den Europäischen Gemeinschaften. Bereits von 1980 bis 1985 arbeitete er erstmals in Deutschland, als Botschaftsrat für politische Angelegenheiten in der israelischen Botschaft in Bonn.

Weitere Stationen seiner Karriere waren: 1984 Mitglied der israelischen Delegation zur KSZE-Konferenz, Mittelmeerabteilung. 1985–1986 Stellvertretender Direktor, Nord-Amerika Abteilung, Außenministerium des Staates Israel, Jerusalem. 1986–1988 Stellvertretender Direktor, Büro des Staatssekretärs, Außenministerium des Staates Israel, Jerusalem. 1988–1993 Gesandter-Botschaftsrat für politische Angelegenheiten, Botschaft des Staates Israel Washington, D.C. 1993–1998 Diverse Positionen wiederum im israelischen Außenministerium.

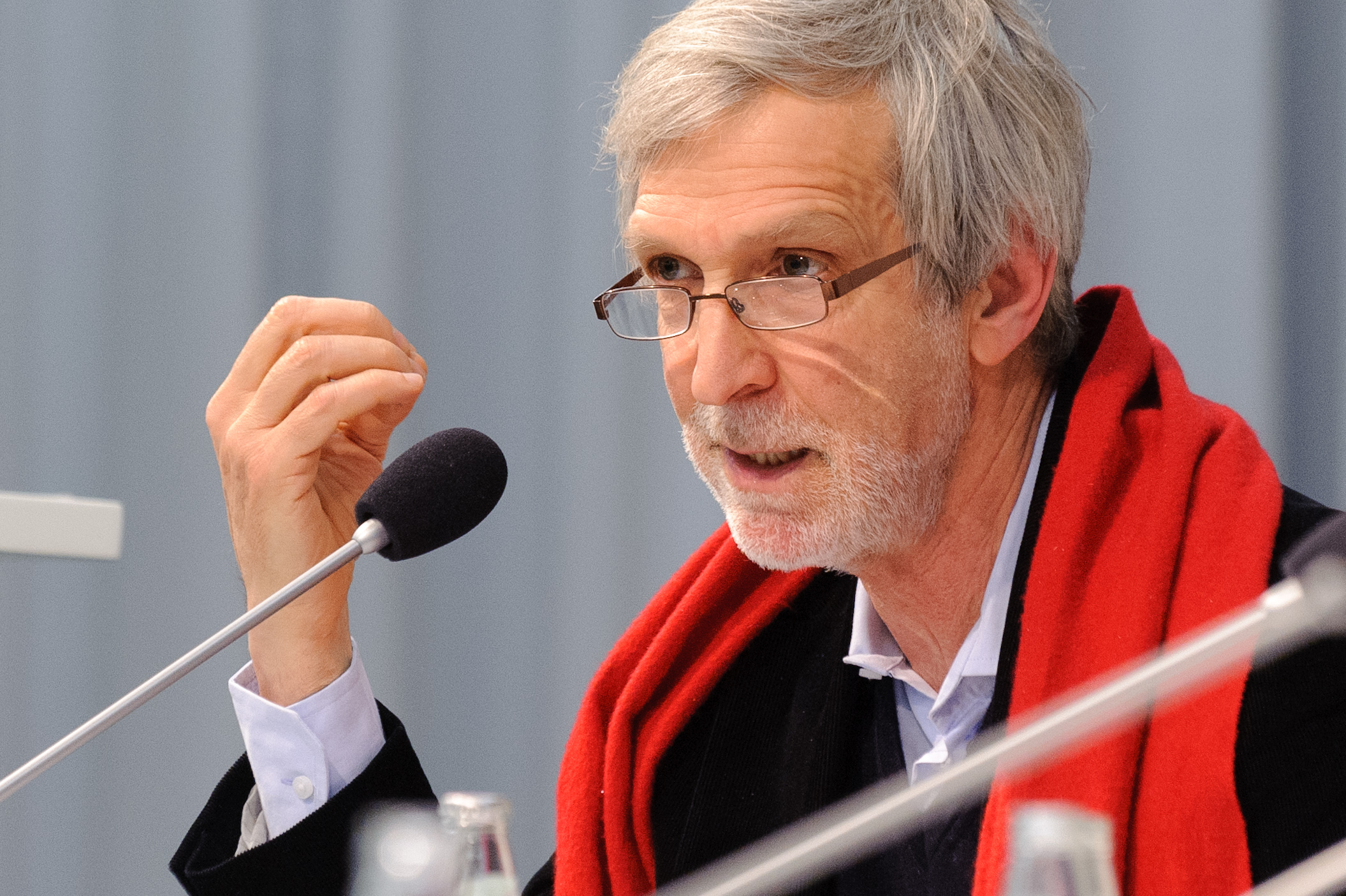
Schimon Stein (2012)

1993–1997 Gesandter, Direktor der Abteilung für Waffenkontrolle und Abrüstung, Außenministerium des Staates Israel, Jerusalem. 1998 Stellvertretender Staatssekretär, Direktor der Abteilung für die GUS sowie die Mittel- und Osteuropäischen Länder im israelischen Außenministerium in Jerusalem.
Am 11. Januar 2001 berief ihn der damalige israelische Ministerpräsident Ariel Scharon als Nachfolger von Avi Primor zum Botschafter Israels in der Bundesrepublik Deutschland. Im September 2007 endete seine Amtszeit in Deutschland nominell; sein Nachfolger auf diesem Posten war bis 2012 Yoram Ben-Zeev.
Seit dem Ende seiner Berufstätigkeit im diplomatischen Dienst ist Stein als „Senior Research Fellow“ am Institut für Nationale Sicherheitsstudien (INSS) der Universität Tel Aviv tätig. Weiterhin arbeitet er als Berater und Autor zu außen- und sicherheitspolitischen Themen.
Stein ist verheiratet und hat einen Sohn und eine Tochter.

## Debatte um Antisemitismus
Gemeinsam mit dem israelischen Historiker Moshe Zimmermann beteiligte sich Stein ab Mai 2017 mit mehreren Beiträgen an der deutschen Debatte um die Abgrenzung von Israelkritik von Antisemitismus. Sie kritisierten dabei eine Instrumentalisierung gesellschaftlicher Phänomene für politische Zwecke und insbesondere von ihnen gesehene Tendenzen der Regierung Benjamin Netanjahus, sich international mit rechtspopulistischen und islamfeindlichen Kräften zu verbünden. In einem in der ZEIT veröffentlichten Kommentar wandten sie sich zunächst gegen die weit gefasste Definition des israelbezogenen Antisemitismus, wie sie vom Expertenausschuss Antisemitismus des Deutschen Bundestages vorgelegt und von der Bundesregierung übernommen wurde. Als Antisemitismus würden demnach nicht nur das Infragestellen des Existenzrechts Israels, sondern bereits das Beklagen israelischer Landnahme als Ungerechtigkeit gegenüber den Palästinensern gewertet. Stein und Zimmermann argumentierten gegen eine derartige Etikettierung legitimer politischer Positionen und äußerten den Verdacht, die Regierung Israels sei an der weitgehenden Verurteilung von Israelkritik als Antisemitismus beteiligt, womit sie dem Kampf gegen den Antisemitismus aber eher schade als nütze. Im Juni 2017 bezogen sie gegen den umstrittenen Dokumentarfilm Auserwählt und ausgegrenzt – Der Hass auf Juden in Europa Position, dem sie die Verwechslung von Israelkritik und Judenfeindlichkeit vorwarfen. Aus Anlass der Demonstrationen in deutschen Städten gegen US-Präsident Donald Trumps Anerkennung von Jerusalem als Hauptstadt Israels im Dezember 2017 bekräftigten Stein und Zimmermann in einem Kommentar in der Frankfurter Allgemeinen Zeitung ihre Warnung vor einer politischen Instrumentalisierung des Antisemitismus. Hinter der beschworenen christlich-jüdischen Allianz gegen den muslimischen Antisemitismus stecke ein Ablenkungsmanöver, „die Masche Donald Trumps, Stephen Bannons, Benjamin Netanjahus und anderer.“ Auch in Europa gebe es politische Interessen, Flüchtlinge und Muslime zu beschuldigen, um vom einheimischen Antisemitismus abzulenken. Im Januar 2018 wiederholten Stein und Zimmermann ihren Aufruf zu einer saubereren Trennung der Begrifflichkeiten in der Antisemitismusdebatte in einem Kommentar im Tagesspiegel und warnten in der Frankfurter Rundschau vor einer isolierten Betrachtung des Judenhasses ohne gleichzeitige Berücksichtigung anderer Formen des gesellschaftlichen Rassismus. Steins langjähriger Einsatz für eine differenzierte Auseinandersetzung mit dem Antisemitismus wurde vom deutschen Bundespräsidenten Frank-Walter Steinmeier in dessen öffentlichem Glückwunschschreiben zu Steins 70. Geburtstag im März 2018 besonders gewürdigt.

## Schriften
- Israel, Deutschland und der Nahe Osten. Beziehungen zwischen Einzigartigkeit und Normalität (= Jena Center Geschichte des 20. Jahrhunderts. Vorträge und Kolloquien, Bd. 9), Göttingen 2011, ISBN 978-3-8353-0872-5